# Julian Duszyński
Julian Duszyński (ur. 28 lutego 1791 na Podolu, zm. 1862) – polski oficer, uczestnik wojen napoleońskich i powstania listopadowego, inspektor armii egipskiej.
Dzieciństwo spędził w miejscowościach Berdyczów i Krzemieniec. W 1805 wstąpił do armii rosyjskiej, następnie w 1809 zdezerterował i zaciągnął się do 15 pułku Księstwa Warszawskiego. Brał udział w wojnach napoleońskich roku 1809 i 1812, podczas bitwy nad Berezyną został ranny i dostał się do niewoli. Po uwolnieniu służył w armii Królestwa Polskiego w stopniu porucznika. W 1828 znalazł się w Turcji, gdzie dostał się do niewoli, a następnie został przekazany Muhammadowi Alemu. Na jego dworze odzyskał wolność i znalazł zatrudnienie jako instruktor kawalerii w armii egipskiej.
Brał udział w powstaniu listopadowym w stopniu majora jazdy wołyńskiej. Po upadku powstania, w latach 30. i 40. wielokrotnie podróżował po Francji, Afryce Północnej i Turcji. Na zlecenie Muhammada Alego zajmował się ściąganiem polskich weteranów do służby w armii egipskiej. Miał opinię awanturnika; posądzano go także o kontakty z policją rosyjską. Zmarł w 1862 na cholerę i został pochowany w Tulonie. 